# Arto Lindsay

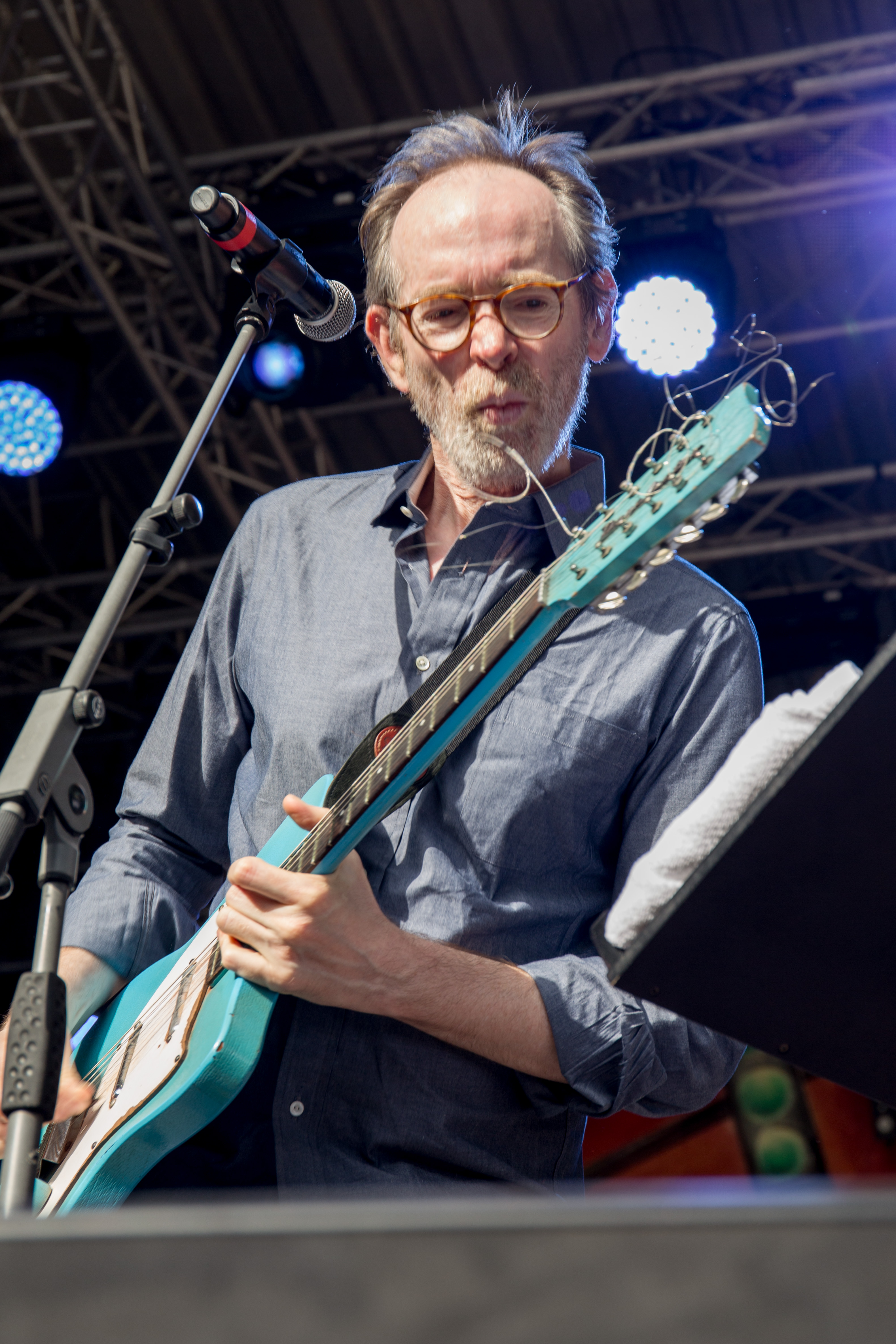
Arto Lindsay, 2014

Arto Lindsay (* 28. Mai 1953 in Richmond, Virginia) ist ein US-amerikanischer Gitarrist, Sänger, Musikproduzent und Klangkünstler.

## Karriere

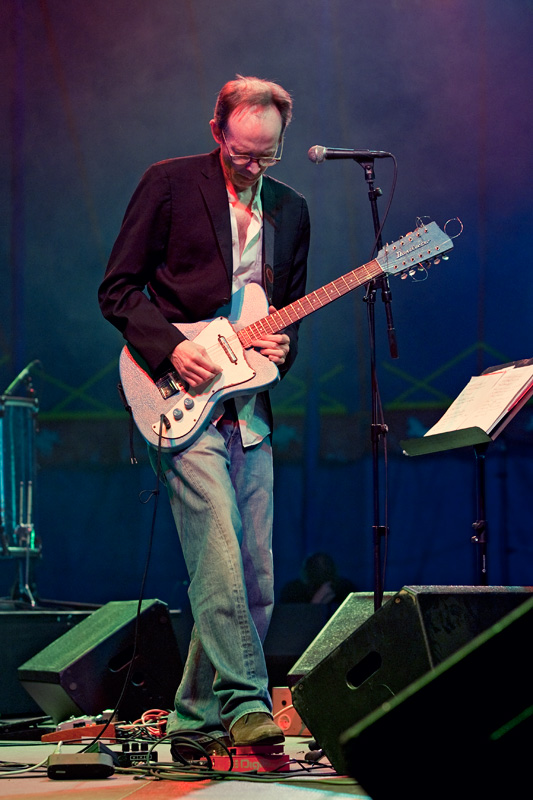
Arto Lindsay, mœrs festival 2010

Lindsay wuchs als Sohn US-amerikanischer Missionare zwischen dem dritten und 17. Lebensjahr in Brasilien auf. Von klein auf hörte er sehr viel Musik beider Kulturen. Er nennt die experimentierfreudige Tropicália-Bewegung jener Zeit als starken Einfluss, insbesondere Caetano Veloso, Gal Costa, Os Mutantes und Gilberto Gil.
1970 ging er in die USA zurück, um aufs College zu gehen, 1974 zog er nach New York, wo ihn die vitale Kunst- und Musikszene anlockte, vor allem der Free Jazz und die sich gerade entwickelnde Punkrock-Bewegung.
Seine erste Band DNA veröffentlichte zum ersten Mal 1978 auf Brian Enos Compilation No New York, die das Etikett No Wave für diesen Stil (mit-)prägte. Er spielte danach in vielen verschiedenen Formationen, häufig zusammen mit John Lurie, Bill Frisell, Fred Frith, John Zorn und Bill Laswell. Danach blieb Lindsay bis in die 90er Jahre eine der umtriebigsten Figuren in der Musikszene von Manhattan. Typisch ist (vor allem später) seine sanfte Stimme und sein geräuschhaftes, oft lärmiges, weil akkordfreies, von Lindsay autodidaktisch angeeignetes, Gitarrenspiel (meist auf einem 12-saitigen Instrument). Ein Kritiker beschrieb seinen Stil einmal als „ausgefeilt naiv, wie vom unehelichen Sohn Derek Baileys“.
1978 wurde er Teil des ursprünglichen, von John Lurie gegründeten Fake-Jazz-Quintetts Lounge Lizards, zu der neben Luries Bruder Evan und Steve Piccolo noch Anton Fier gehörte, der 1983 sein erstes Album unter dem Namen Golden Palominos herausbrachte, an dem maßgeblich Lindsay sowie Zorn, Laswell, Michael Beinhorn, David Moss und andere beteiligt waren, die auch wiederum bei John Zorns Projekten mitmachten (The Big Gundown, das „game piece“ Cobra, das freie Power-Trio-Format Locus Solus und diverse Filmmusiken). Kip Hanrahan war in New York zu Anfang der 80er Jahre ein weiterer Pol, zu dessen Studioaufnahmen sich diese Musiker zusammenfanden und an denen Lindsay für die ersten drei Alben zwischen 1981 und 1984 beteiligt war. Auch die einzige Veröffentlichung von DNA, die EP A Taste of DNA erschien im Übrigen 1981 als eine der ersten auf Hanrahans Label American Clavé.
Neben Marc Ribot spielte Lindsay als zweiter Gitarrist John Luries Soundtrack zu Jim Jarmuschs Down by Law ein, in dem Lurie an der Seite von Tom Waits und Roberto Benigni selbst mitspielte. Lindsay selbst tauchte auch in mehreren Kurz- und Spielfilmen seit Ende der 1970er Jahre auf, am bekanntesten wohl in Susan Seidelmans Susan… verzweifelt gesucht von 1985 (in dem auch Lurie erscheint). Außerdem hatte er eine Rolle in dem Musikerfilm Candy Mountain von Rudy Wurlitzer und Robert Frank aus dem Jahr 1987. Um diese Zeit herum fungierte Lindsay zudem als musical director der legendären Kunstinstitution The Kitchen.

## Ambitious Lovers und Produzententätigkeit
1984 erschien mit Envy das erste Album unter dem Namen Arto Lindsay Ambitious Lovers. Der Band gehörten M. E. Miller, der ein DMX-Schlagzeugprogramm bediente, die Perkussionisten Toni Nogueira, Claudio Silva und Reinaldo Fernandes, sowie der Schweizer Keyboarder Peter Scherer an, der mit Lindsay und Miller die Platte produzierte und mit DX-7, Synclavier und dem druckvollen synthetischen Bass das Klangbild schon bestimmte, das hier noch stark von perkussivem Noise geprägt war. Die Kontrastierung mit zarten Bossatönen wurde hier mit Dorival Caymmis „Dora“ schon etabliert. Eine gewisse Ähnlichkeit in dieser Verschmelzung von lateinamerikanischen Rhythmen und frei improvisiertem Jazz und Noise mit den frühen Aufnahmen Kip Hanrahans ist nicht zu verleugnen. War mit „Let’s Be Adult“ ein kleiner Clubhit entstanden, wurde die vermeintliche Tanzflächentauglichkeit erst durch die Integration alles Geräuschhaften in schlüssigere Funkrhythmen und Songstrukturen in einer entsprechend trockeneren Produktion auf den beiden Folgealben Greed (1988) und Lust (1991) erreicht, die beim Major-Label Virgin erschienen. Viele der oben genannten Musiker waren als Gäste beteiligt, zudem Joey Baron, Naná Vasconcelos und die Stimme von D. K. Dyson.
1988 besorgten sie die Musik zu Amanda Millers Ballett Pretty Ugly, die 1990 auch mit weiterer Theatermusik zu Mörder, Hoffnung der Frauen von Oskar Kokoschka (Inszenierung Peter Ily Huemer) veröffentlicht wurde. 1989 trugen sie drei Stücke zu Bill Frisells vierten Album Before We Were Born bei, den sie dann im gleichen Jahr auch für Estrangeiro gewinnen konnten, dem ersten Album, das Lindsay für den Música Popular Brasileira-Star Caetano Veloso produzierte. Auf dem Album sind unter anderen Marc Ribot, Melvin Gibbs, Naná Vasconcelos und Schlagzeuger Tony Lewis zu hören. Auf Estrangeiro gelang es Noise-Elemente und den Sound Scherers mit dem klangpoetischen Ideenreichtum Velosos zu verbinden. Circuladô  von 1991 dagegen, mit fast ausschließlich brasilianischen Musikern aufgenommen, stellt, trotz eines Duetts mit Lindsays Gitarre wie „Ela Ela“, schon den Auftakt der engen Zusammenarbeit Velosos mit dem Cellisten und Arrangeur Jaques Morelenbaum dar.
Lindsays Produzententätigkeit, immer mit Beiträgen als Sänger und Gitarrist verbunden, setzte sich fort mit dem Debüt der brasilianischen Sängerin Marisa Monte, die er für Mais (1990) mit New Yorker Musikern wie Zorn, Gibbs, Ribot und P-Funk-Keyboarder Bernie Worrell zusammentreffen ließ und Monte international bekannt machte. Es folgten Rose and Charcoal (vollständig Verde, Anil, Amarelo, Cor de Rosa e Carvão, 1994), Barulhinho Bom (Uma Viagem Musical), ein Live-Album von 1996, und schließlich im Jahr 2000 Memórias, Crônicas e Declarações de Amor. Zudem produzierte er Alben für Gal Costa (O Sorriso do Gato de Alice, 1993) und Carlinhos Brown (Alfagamabetizado, 1996). Bereits 1994 produzierte er auch gemeinsam mit David Byrne dessen Album davidenryb. Für Byrnes Label Luaka Bop, auf dem das Album erschien, übersetzte Lindsay auch brasilianische Liedtexte ins Englische, etwa von Tom Zé, dessen „Rückkehr“ er auch mitproduzierte (Brazil Classics 4: Tom Zé, 1990, The Hips of Tradition - The Return of Tom Zé, 1992).

## Soloarbeiten seit den 1990er Jahren
Seit den 1990er Jahren veröffentlicht Arto Lindsay Alben als Solokünstler. Sie sind stärker von seinen brasilianischen Wurzeln beeinflusst, allerdings in einem modernen elektronischen Sound. Neben Melvin Gibbs arbeitete er hier eng mit dem Komponisten, Gitarristen und Perkussionisten Vinicius Cantuária zusammen, für den er wiederum dessen Album von 1996, Sol Na Cara, produzierte. Auf Lindsays Debüt O Corpo Sutil entstand mit Cantuária, Bill Frisell, Ryuichi Sakamoto und klanglichen Nuancen Brian Enos eine atmosphärisch dichte, schwebende und poetisch nachdenkliche Folge von Songs. Das Folgealbum Noon Chill von 1997, koproduziert mit Melvin Gibbs und Andres Levín, hat einen etwas düsteren Grundton, Peter Scherer steuerte Samples und Klavier bei, Sussan Deyhim singt auf zwei Stücken und dunkle Bläserarrangements treten hinzu. Die Horn- und Streicharrangements Stephen Barbers, Bob Malach am Saxophon, das Schlagzeug Skooter Warners und Rap-Einlagen geben Prize wieder ein ganz anderes Gepräge und trotzdem wirken die Alben wie aus einem Guss. Invoke, die 2002 bei Ani DiFrancos Label Righteous Babe erschien, ist etwas nervöser, mit Kassin und Berna Ceppas treten zwei weitere Produzenten hinzu, zunächst für zwei Songs, auf Salt von 2004 dann verstärkt. Andres Levin ist nicht mehr dabei. Neben einzelnen Beiträgen von Peter Scherer, Vinicius Cantuária, Vernon Reid, der Violinistin Sandy Park und brasilianischen Perkussionisten und Akustikgitarristen wie Pedro Sá oder Davi Moraes, besteht der Kern nun aus Melvin Gibbs, Kassim, Stephen Barber und dem vorwiegend singenden Lindsay.

## Kunstprojekte und Kollaborationen
Außer den bereits genannten hat Lindsay über die Jahre mit vielen weiteren Künstlern zusammengearbeitet, so u. a. Heiner Goebbels (Der Mann im Fahrstuhl, 1988), Laurie Anderson (1989 und 1994), Animal Collective und They Might Be Giants. 2005 schrieb Lindsay das Nachwort der offiziellen Biografie der Einstürzenden Neubauten Nur was nicht ist, ist möglich.
Durch seine Freundschaft zu dem Filmemacher und Fotografen Diego Cortez (alias James Curtis), den er in den 1970ern kennenlernte, kam er auch in Kontakt mit vielen bildenden Künstlern, besonders des East Village, darunter Jean-Michel Basquiat und Vito Acconci, Nan Goldin und Rirkrit Tiravanija. Neben Fotografien von Diego Cortez, der seit O Corpo Sutil als Artdirector seiner Produktionen fungiert, schmückten Bilder von Wolfgang Tillmans (O Corpo Sutil), Goldin (Mundo Civilizado), Francesco Clemente (Noon Chill), Matthew Barney (Prize) und Kara Walker (Salt) bereits seine Alben. Weiterhin hat er 2012 anlässlich der Ausstellung Come Closer: Art Around the Bowery, 1969–1989 im dortigen New Museum ein Konzert gegeben, mit dem kanadischen Künstler Rodney Graham an einer Ausstellung gearbeitet, sowie an einer Klangkunst-Ausstellung der New Yorker Galerie P.S.1.
Seit 2004 beteiligt er sich regelmäßig an den Karnevalsparaden in Brasilien. Er wurde beauftragt, die Musik für eine Produktion von Mikhail Baryshnikovs White Oak Dance Project zu komponieren.

## Preise und Auszeichnungen
2020 wurde Lindsax gemeinsam mit anderen Musikern mit dem Instant Award in Improvised Music ausgezeichnet.

## Diskografie

### DNA
- No New York (Antilles, 1978), vier Tracks auf Kompilation Brian Enos
- You & You (single, Medical, 1978), produziert von Robert Quine
- A Taste of DNA (EP, American Clavé, 1981)
- Last Live at CBGB's (Avant, 1994)

### Ambitious Lovers
- Envy (Editions EG, 1984)
- Greed (Virgin, 1988)
- Peter Scherer & Arto Lindsay – Pretty Ugly (Crammed Discs, 1990)
- Lust (Virgin, 1991)

### Arto Lindsay Trio
- „Bruxa“ auf Live at the Knitting Factory, Volume Three (KFW, 1990), als Gentle Safe and Natural, Trio mit Melvin Gibbs und Dougie Bowne
- Aggregates 1–26 (KFW, 1995)

### Solo
- O Corpo Sutil (The Subtle Body) (Güt/ForLife Jp, 1995)
- Mundo Civilizado (Güt/ForLife, 1996)
- Hyper Civilizado (Arto Lindsay Remixes) (Gütbounce, 1996)
- Noon Chill (Güt/ForLife, 1997)
- Prize (Righteous Babe, 1999)
- Ecomixes (Avex Trax, 2000), Kompilation mit Remixen und vier Liveaufnahmen
- Invoke (Righteous Babe, 2002)
- Salt (Righteous Babe, 2004)
- Scarcity (PNL, 2013) mit Paal Nilssen-Love
- Cuidado Madame (P-Vine, 2017)
- Largest Afternoon (Corbett vs. Dempsey, 2019) mit Ken Vandermark, Joe McPhee und Phil Sudderberg
- Charivari (Corbett vs. Dempsey, 2022), Solo

### Als Mitspieler

#### Mit John Lurie
- Lounge Lizards (Editions EG, 1980)
- Lounge Lizards Live 79–81 (Roir, 1985, MC, 1990 als LP/CD), mit Liner Notes von Jim Jarmusch
- „The Resurrection of Albert Ayler“ auf Stranger Than Paradise and The Resurrection of Albert Ayler (Music from the Original Scores) (Crammed Discs, 1985)
- Down by Law Original Soundtrack (Crammed Discs/Made to Measure, 1987)

#### Mit Kip Hanrahan
- Coup de tête (American Clavé, 1981)
- Desire Develops an Edge (American Clavé, 1983)
- Vertical's Currency (American Clavé, 1984)

#### Mit Golden Palominos
- Golden Palominos (CellulOid, 1983)
- „Only One Party“ auf Visions of Excess (CellulOid, 1984)
- „I.D. (Like a Version)“ auf „Omaha“ (single, CellulOid, 1985)

#### Mit David Moss
- Full House (MoersMusic, 1984)
- Dense Band (MoersMusic, 1992)

#### Mit John Zorn
- Locus Solus (Rift, 1983; Eva, 1991; Tzadik, 1997), auf der Hälfte der Tracks mit Anton Fier oder M. E. Miller
- The Big Gundown (John Zorn Plays the Music of Ennio Morricone) (Nonesuch, 1986)
- Cobra (hatART, 1987), nur Studioversion
- „White and Lazy“ auf Filmworks 1986–1990 (1990)
- „Bubblin' Singin'“ auf Cynical Hysterie Hour (CBS/Sony, 1989, Tzadik, 1997 als Filmworks VII)

#### Mit Ryūichi Sakamoto
- Esperanto (School, 1985)
- Beauty (Virgin, 1989)
- „High Tide“ und „Tainai Kaiki“ auf Heartbeat (Virgin, 1991), Gesang
- „Psychedelic Afternoon“ auf Sweet Revenge (Virgin, 1994)
- „Bibonoaozora“ auf Smoochy (Güt/ForLife, 1995), Gitarre

#### Mit Heiner Goebbels
- Der Mann im Fahrstuhl (ECM, 1988), nach einem Text von Heiner Müller

#### Mit Laurie Anderson
- „Beautiful Red Dress“ auf Strange Angels (Warner, 1989), Gitarre und Koproduzent mit Peter Scherer
- „Bright Red“ auf Bright Red (Warner, 1994), Sprechduett mit Anderson

#### Mit Seigen Ono
- Comme des Garçons, Volume One (Venture, 1989)
- Comme des Garçons + Remix with Arto Lindsay (Epic/Sony, 1998)

#### Mit Hal Willner
- Allen Ginsberg – The Lion for Real (Great Jones/Antilles, 1989)

#### Mit Piccola Orchestra Avion Travel
- Cirano (Sugar, 1999), nur Produzent

#### Mit Jun Miyake
- Innocent Bossa in the Mirror (Nektar/Tropical Music, 2002)
- Stolen from Strangers (Videoarts Music, 2008)

#### Mit Anarchist Republic of Bzzz
- Anarchist Republic of Bzzz (Sub Rosa, 2009), Koproduzent mit Seb El Zin und Gitarre
- United Diktaturs of Europe (Bzzz, 2016)

#### Kompilationen u. a.
- N.Y No Wave - The Ultimate East Village 80's Soundtrack (ZE, 2003), Single „Pini Pini“/„Malú“ mit S. Neto (=Seth Tillet) von 1978 und ein Stück von Pill Factory (für Diego Cortez Film Grutzi Elvis)
- Toy Killers – The Unlistenable Years (ugExplode, 2008), versch. Aufnahmen von 1980–83 des Projekts von Mark E. Miller und Charles K. Noyes aus The Kitchen, dem OAO Studio u. a.
- „Shuffle Boil“ auf That's the Way I Feel Now - A Tribute to Thelonious Monk (A&M, 1984), mit John Zorn, Wayne Horvitz und Mark E. Miller
- Godard, ça vous chante? (Nato, 1986), Kompilation mit zwei Quartettstücken mit Lucy Hamilton, Clint Ruin, Roli Mosimann (und Zorns „Godard“ ohne Lindsay)
- Next Stop Wonderland (Music from the Miramax Motion Picture) (Verve, 1998), mit Claudio Ragazzi und Bebel Gilberto
- „Mugur Mugurel (Little Buds)“, mit Melvin Gibbs vs Taraf de Haïdouks auf Projektalbum Electric Gypsyland (Crammed Discs, 2004) von Marc Hollander